# Teodoro Atrepatuni
Teodoro (em latim: Theodorus; em grego: Θεόδωρος; romaniz.: Théodо̄ros em armênio: Թէոդորոս; romaniz.: T’ēodoros) foi um nobre armênio do século VI da família Atrepatuni, ativo no reinado do xainxá Cosroes II (r. 590–628).

## Nome
Teodoro (Theodorus; Θεόδωρος, Théodо̄ros; Թէոդորոս, T’ēodoros) é um nome de origem grega que significa "presente de Deus".

## Contexto
Em 591, o imperador Maurício (r. 582–602) aceitou ajudar o xainxá Cosroes II (r. 590–628) a reaver seu trono que havia sido usurpado por Vararanes VI (r. 590–591). Com a subsequente vitória dos aliados na guerra civil que se seguiu, Cosroes foi reconduzido ao trono e concordou em finalizar a guerra em curso entre o Império Sassânida e o Império Bizantino iniciada em 572. Como consequência da paz, grande parte da Armênia sassânida e da Ibéria Ocidental foram cedidas aos bizantinos e Maurício suspendeu o tributo que anteriormente era pago aos sassânidas.

## Vida

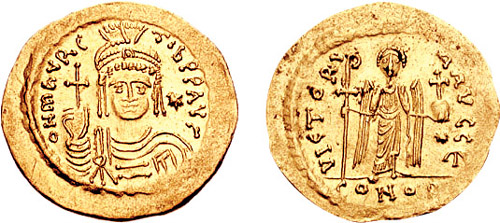
Soldo de Maurício r.

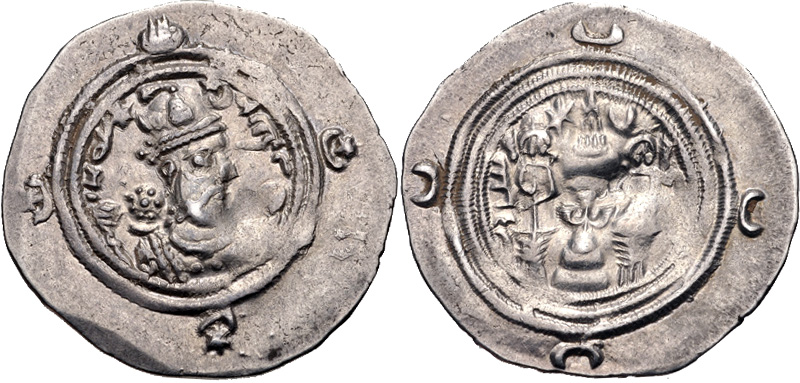
Dracma de cunhado em 590

Teodoro era membro da família principesca dos Atrepatunis, que há época detinha um domínio na Vaspuracânia. Em 595/6, muitos nobres armênios estavam descontentes com o domínio bizantino e pretendiam rebelar-se. Cosroes II enviou o hamaracar (oficial fiscal) da Vaspuracânia com grande quantidade de tesouros carregados em camelos com o intuito de comprar a lealdade dos nobres. Samuel Vanúnio e seus companheiros Atato, Mamaque Mamicônio, Estêvão Siuni, Cotite Amatúnio e Teodoro, seguidos por dois mil cavaleiros, encontraram o oficial na fronteira com o Azerbaijão, onde capturaram o tesouro, mas pouparam sua vida. Com os recursos que conquistaram, pretendiam contratar o apoio das tribos hunas ao norte do Cáucaso para assegurarem sua independência de bizantinos e sassânidas, mas ao alcançarem Naquichevão, desentenderam-se, dividiram o tesouro e acamparam no pântano de Chauque. Quando Cosroes soube do ocorrido, ordenou que uma carta fosse enviada a Maurício solicitando um exército para confrontá-los. Maurício respondeu enviando o general Heráclio, o Velho, que estava estacionado na Armênia, para encontrar as tropas sassânidas em Naquichevão. Os líderes dos rebeldes, exceto Atato e Samuel, optaram por se submeter. Teodoro esteve entre os que decidiram submeter-se aos bizantinos.
Tempos depois, outra revolta eclodiu sob liderança de Sérgio, Varazes Narses, Narses, Bestã e Teodoro. Os conspiradores pretendiam atacar o curador imperial de Teodosiópolis enquanto se banhava em fontes termais situadas nas imediações. O oficial soube do plano e conseguiu se abrigar na cidades antes dos armênios alcançarem o local. Muito butim foi adquirido e Samuel e seus companheiros fugiram para Corduena. Um exército bizantino liderado por Heráclio, o Velho e Amazaspes III perseguiu os rebeldes, que foram obrigados a cruzar o rio Centrites, na fronteira de Corduena com a Armênia, através da chamada ponte de Daniel. Samuel e os outros destruíram a ponte e se prepararam no desfiladeiro próximo para proteger a passagem. Os bizantinos foram obrigados a parar a marchar junto ao rio e pretendiam retornar, quando encontraram um sacerdote viajante e o ameaçaram de morte caso não lhes contasse como poderiam cruzar. Todo o exército cruzou o vau que lhes foi mostrado. Parte das forças bizantinas cobriu a retaguarda, parte protegeu a ponte e a entrada do vale circundante e o restante entrou no ponto onde os rebeldes se protegiam e os massacrou. Narses, Bestã e Samuel foram mortos em combate, enquanto os demais foram capturados. Teodoro foi o único que conseguiu escapar rumo a Ctesifonte, capital do Império Sassânida. Ali, o xainxá ordenou que fosse amarrado e entregue aos seus inimigos para ser morto, mas antes disso o torturou com crueldade.